# فرودگاه کوپار
فرودگاه کوپار (به انگلیسی: Cowpar Airport) یک فرودگاه تعطیل است که یک باند فرود چمن دارد. این فرودگاه در کشور کانادا قرار دارد و در ارتفاع ۵۳۳ متری از سطح دریا واقع شده‌است.